# Nakenhalsade

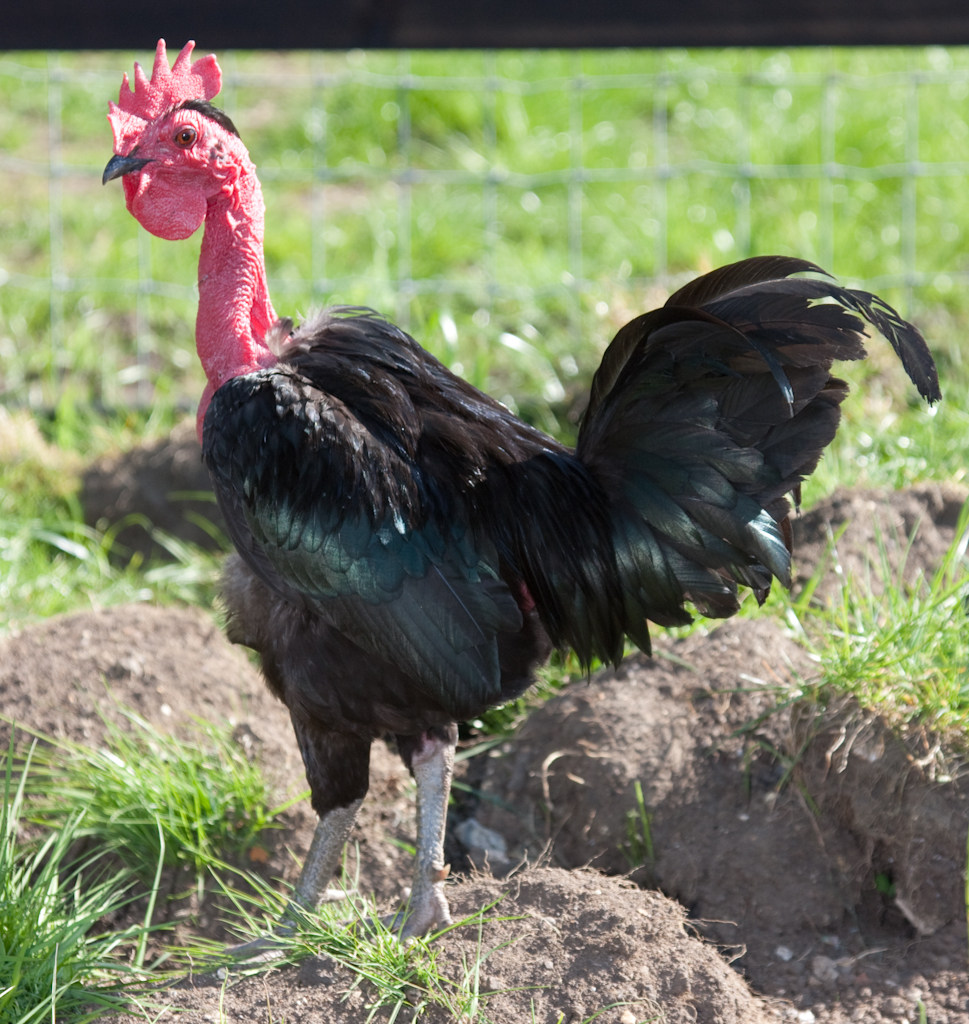
Nakenhalsad tupp

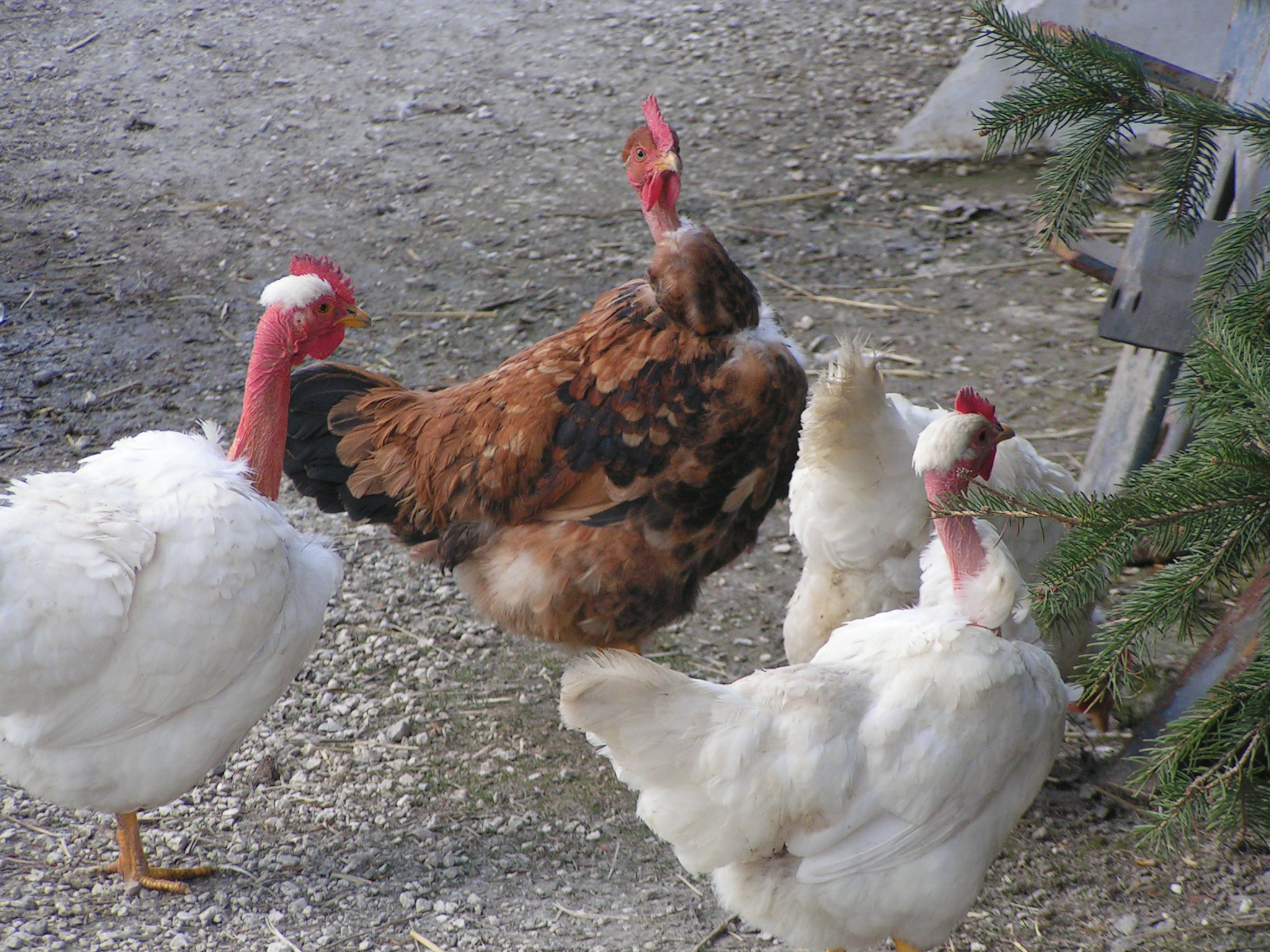
Nakenhalsade hönor

Nakenhalsade är en lätt hönsras, framavlad i bland annat Tyskland men med ganska okänt ursprung. Första gången den visades på utställning var i Wien 1875. Det är en god värpras med ett säreget utseende i och med sin fjäderlösa hals och delvis även sitt bröst. I Tyskland togs även en dvärgvariant fram.
Rasen finns i ett par olika färgvarianter. Den fjäderlösa halsen är rosa till lite rödaktig. Om hönsen är upphetsade eller om individerna vistas i solen blir halsen mer rödaktig. Rasen är på grund av den fjäderlösa halsen inte lämpad för utevistelse i kyla, men i övrigt är det en härdig ras. En höna av stor ras väger 2-2,5 kilogram och en tupp väger 2,5-3 kilogram. Vikten för dvärgvarianten är omkring 700 gram för en höna och 800 gram för en tupp. Äggen från en höna av stor ras har vit till gulaktig skalfärg och väger ungefär 55 gram. Dvärgvariantens ägg har vit skalfärg och väger ungefär 30 gram. Hönorna har medelmåttig ruvlust. Om de ruvar fram kycklingar ser de dock efter dem väl. Även kycklingarna saknar fjädrar på halsen, men de har en liten krans av fjädrar på huvudet. 
Nakenhalsade höns har ett lugnt temperament för att vara en lätt hönsras och den anses som lätt att få tam.

## Färger
- Blå/kanttecknad
- Brun
- Grå/vågrandig
- Gul
- Guldhalsad
- Röd
- Silver/svartfläckig
- Svart
- Vit